# Stylopathes columnaris
Stylopathes columnaris är en korallart som först beskrevs av Duchassaing 1870.  Stylopathes columnaris ingår i släktet Stylopathes och familjen Stylopathidae. Inga underarter finns listade i Catalogue of Life.